# Thierry Claveyrolat
Thierry Claveyrolat (La Tronche, 31 marzo 1959 – Notre-Dame-de-Mésage, 7 settembre 1999) è stato un ciclista su strada e pistard francese, soprannominato "L'Aigle de Vizille".
Professionista dal 1983 al 1994, vinse la classifica scalatori al Tour de France 1990. Nella grande corsa a tappe francese si impose anche in due frazioni, una nel 1990 e l'altra nel 1991.
Morì suicida nel 1999 all'età di 40 anni, qualche settimana dopo aver provocato un incidente stradale che aveva causato quattro feriti.

## Carriera
Considerato un buon scalatore, fu professionista dal 1983 al 1994 vestendo le divise di Saint Étienne-Union Cycliste Pélussin, Système U, La Redoute, R.M.O. (per sei stagioni) e Z/Gan.
In carriera si aggiudicò due tappe alpine al Tour de France, una nel 1990 sul Monte Bianco a Saint-Gervais, e una nel 1991 a Morzine, oltre alla maglia a pois di miglior scalatore sempre nell'edizione 1990 della Grande Boucle. Nel suo palmarès figurano anche diverse semi-classiche nazionali come il Grand Prix d'Ouverture La Marseillaise nel 1989, la Polynormande 1990, e nel 1993 il Grand Prix de Ouest-France, il Trophée des Grimpeurs e il Tour du Haut Var. La vittoria di queste tre corse nel 1993 gli permise di aggiudicarsi la Coppa di Francia di ciclismo su strada.
Grazie alle caratteristiche di scalatore, riuscì più volte a vincere la classifica di specialità in corse come Bicicleta Eibarresa, Volta Ciclista a Catalunya e Grand Prix du Midi Libre. La corsa che gli si addiceva maggiormente era però il Critérium du Dauphiné Libéré: in questa breve gara a tappe Claveyrolat riuscì a centrare i suoi primi successi da professionista, nel 1986, aggiudicandosi la terza e la sesta frazione. Complessivamente saranno cinque le affermazioni di tappa in carriera in questa gara, con due podi finali, terzo nel 1989 e secondo nel 1990, a cui vanno aggiunti anche i successi nelle speciali classifiche degli scalatori (1986, 1990), a punti (1987, 1990, 1992, 1993) e della combinata (1987).
Nel 1989 ebbe una grande delusione sportiva ai campionati mondiali. Dopo aver fatto parte di un importante attacco, che comprendeva il sovietico Dmitrij Konyšev e l'olandese Steven Rooks, mentre sull'erta finale i tre fuggitivi procedevano di comune accordo, dal gruppo dei favoriti scattò in contropiede Laurent Fignon; questa azione venne subito stoppata da Greg LeMond, che prima riprese il francese e poi lo staccò accodandosi al gruppo dei tre poco prima dello scollinamento. Nella successiva discesa Fignon rientrò sul gruppo di testa assieme all'irlandese Sean Kelly, formando un definitivo drappello di sei uomini. Scattò quindi Konyšev, marcato da Claveyrolat, ma LeMond chiuse prontamente il divario, quindi all'ultimo chilometro scattò Fignon ma senza riuscire a staccare LeMond che si gettò alla sua ruota con dietro Kelly e gli altri. Fignon ci riprovò ai trecento metri dall'arrivo con una volata lunga, ma la sua azione favorì LeMond che gli uscì di scia ai centocinquanta metri regolando nell'ordine Konyšev, Kelly e Rooks. Claveyrolat, molto più "fermo" degli altri in volata, terminò quinto, davanti a Fignon, distanziato di un paio secondi.

## Palmarès
- 1986 (R.M.O., due vittorie)

3ª tappa Critérium du Dauphiné Libéré (Digoin > Saint-Étienne)
6ª tappa Critérium du Dauphiné Libéré (Grenoble > Grenoble)
- 1987 (R.M.O., una vittoria)

7ª tappa Critérium du Dauphiné Libéré (Bardonecchia > Bardonecchia)
- 1989 (R.M.O., nove vittorie)

5ª tappa Critérium du Dauphiné Libéré (Crest > Grenoble)
2ª tappa, 1ª semitappa Volta Ciclista a Catalunya (L'Hospitalet de Llobregat > Coma-ruga)
5ª tappa Volta Ciclista a Catalunya (Manresa > Port del Comte)
3ª tappa Bicicleta Eibarresa (Mondragón/Arrasate > Elgeta)
5ª tappa Bicicleta Eibarresa (? > Eibar)
1ª tappa Tour du Limousin (Brive-la-Gaillarde > Brive-la-Gaillarde)
Classifica generale Tour du Limousin
Grand Prix d'Ouverture La Marseillaise
Trophée du Centre (cronometro)
- 1990 (R.M.O., sette vittorie)

10ª tappa Tour de France (Ginevra > Saint-Gervais-les-Bains/Monte Bianco)
6ª tappa Critérium du Dauphiné Libéré (Gap > Allevard)
4ª tappa Bicicleta Eibarresa (Andoain > Eibar)
5ª tappa Bicicleta Eibarresa (? > Eibar)
Classifica generale Bicicleta Eibarresa
Boucles Parisiennes
Polynormande
- 1991 (R.M.O., una vittoria)

18ª tappa Tour de France (Le Bourg-d'Oisans > Morzine)
- 1993 (Gan, tre vittorie)

Grand Prix de Ouest-France
Trophée des Grimpeurs
Tour du Haut-Var

### Altri successi
- 1983 (U.C. Pélussin)

Classifica scalatori Tour du Sud-Est
- 1985 (La Redoute)

Premio Miglior Compagno di squadra Tour de France
- 1986 (R.M.O.)

Classifica scalatori Critérium du Dauphiné Libéré
- 1987 (R.M.O.)

Classifica scalatori Grand Prix du Midi Libre
Classifica della combinata Critérium du Dauphiné Libéré
Classifica a punti Critérium du Dauphiné Libéré
- 1989 (R.M.O.)

Classifica scalatori Volta Ciclista a Catalunya
Classifica scalatori Bicicleta Eibarresa
Classifica a punti Bicicleta Eibarresa
Criterium di Montluçon
- 1990 (R.M.O.)

Classifica scalatori Tour de France
Classifica scalatori Volta Ciclista a Catalunya
Classifica scalatori Critérium du Dauphiné Libéré
Classifica a punti Critérium du Dauphiné Libéré
Classifica a punti Bicicleta Eibarresa
Bol d'or des Monédières - Chaumeil (Criterium)
Linas-Monthléry (Criterium)
Prix de Vienne (Criterium)
Criterium di Saint-Martin-de-Landelles
- 1991 (R.M.O.)

Classifica scalatori Bicicleta Eibarresa
Criterium de Chateau-Chinon
Prix de Meymac (Criterium)
- 1992 (Z)

Classifica scalatori Grand Prix du Midi Libre
Classifica scalatori Critérium du Dauphiné Libéré
- 1993 (Gan)

Coppa di Francia
Classifica scalatori Critérium du Dauphiné Libéré
Ronde des Korrigans - Criterium de Camors (Criterium)

### Pista
- 1987

Campionati francesi, Corsa a punti

## Piazzamenti

### Grandi Giri
- Tour de France

1985: 29º
1986: 17º
1987: ritirato
1988: 23º
1989: ritirato
1990: 21º
1991: 27º
1992: 33º
1993: 28º
- Vuelta a España

1989: 65º
1991: ritirato

### Classiche monumento
- Milano-Sanremo

1990: 84º

### Competizioni mondiali
- Campionati del mondo

Chambéry 1989 - In linea: 5º
Utsunomiya 1990 - In linea: 38º
Stoccarda 1991 - In linea: ritirato
Benidorm 1992 - In linea: 13º
Oslo 1993 - In linea: ritirato